# Eastlake (Michigan)
Pour les articles homonymes, voir Eastlake.
Eastlake est un village du comté de Manistee, dans l'État du Michigan, aux États-Unis. En 2020, il comptait une population de 415 habitants.